# Ястребки (Крым)
Ястребки́ (до 1948 года Джалаи́р; укр. Яструбки, крымскотат. Calayır, Джалайыр) — село в Нижнегорском районе Республики Крым, административно входит в состав Дрофинского сельского поселения (согласно административно-территориальному делению Украины — Дрофинского сельского совета Автономной Республики Крым).

## Население
| 2001 | 2014 |
| ---- | ---- |
| 469  | ↘254 |

Всеукраинская перепись 2001 года показала следующее распределение по носителям языка
| Язык             | Процент |
| ---------------- | ------- |
| русский          | 57.36   |
| крымскотатарский | 30.49   |
| украинский       | 11.94   |
| другие           | 0.21    |

### Динамика численности
| - 1805 год — 82 чел. - 1915 год — 11/32 чел. - 1926 год — 66 чел. - 1939 год — 154 чел. | - 1989 год — 405 чел. - 2001 год — 469 чел. - 2009 год — 340 чел. - 2014 год — 254 чел. |

## Современное состояние
На 2017 год в Ястребках числится 5 улиц; на 2009 год, по данным сельсовета, село занимало площадь 131,1 гектара на которой, в 121 дворе, проживало 340 человек. В селе действует фельдшерско-акушерский пункт, сельский клуб, библиотека-филиал № 45. Ястребки связаны автобусным сообщением с райцентром и соседними населёнными пунктами.

## География
Ястребки — село на юго-западе района, в степном Крыму, у границы с Красногвардейским районом, высота центра села над уровнем моря — 66 м. Соседние сёла: Дрофино в 2,3 км на восток, Стрепетово в 2,6 км на юго-восток и Золотое Красногвардейского района в 2,2 км на юго-запад. Расстояние до райцентра — около 27 километров (по шоссе), там же ближайшая железнодорожная станция — Нижнегорская (на линии Джанкой — Феодосия). Транспортное сообщение осуществляется по региональной автодороге 35Н-264 Октябрьское — Садовое (по украинской классификации — С-0-10654).

## История
Первое документальное упоминание села встречается в Камеральном Описании Крыма… 1784 года, судя по которому, в последний период Крымского ханства Тжелаир Чоту входил в Карасубазарский кадылык Карасубазарского каймаканства. После присоединения Крыма к России (8) 19 апреля 1783 года, (8) 19 февраля 1784 года, именным указом Екатерины II сенату, на территории бывшего Крымского Ханства была образована Таврическая область и деревня была приписана к Симферопольскому уезду. После Павловских реформ, с 1796 по 1802 год, входила в Акмечетский уезд Новороссийской губернии. По новому административному делению, после создания 8 (20) октября 1802 года Таврической губернии, Джалаир был включён в состав Табулдынской волости Симферопольского уезда.
По Ведомости о всех селениях в Симферопольском уезде состоящих с показанием в которой волости сколько числом дворов и душ… от 9 октября 1805 года в деревне Джалаир числилось 17 дворов и 82 жителя, исключительно крымских татар. На военно-топографической карте генерал-майора С. А. Мухина 1817 года деревня Шелаир обозначена с 14 дворами. После реформы волостного деления 1829 года Джалаир, согласно «Ведомости о казённых волостях Таврической губернии 1829 года», отнесли к Айтуганской волости (переименованной из Табулдынской). Затем, видимо в результате эмиграции крымских татар в Турцию деревня опустела и на картах 1836 и1842 года обозначены развалины деревни Джелаир.
Вновь селение, как экономия некоего П. П. Дика Джелаир Табулдинской волости встречается в Статистическом справочнике Таврической губернии. Ч.II-я. Статистический очерк, выпуск шестой Симферопольский уезд, 1915 год, согласно которому в ней числилось 3 двора со смешанным населением в количестве 11 человек приписных жителей и 32 — «посторонних».
После установления в Крыму Советской власти, по постановлению Крымревкома № 206 «Об изменении административных границ» от 8 января 1921 года была упразднена волостная система и село вошло в состав Ичкинского района Феодосийского уезда, а в 1922 году уезды получили название округов. 11 октября 1923 года, согласно постановлению ВЦИК, в административное деление Крымской АССР были внесены изменения, в результате которых округа были отменены, Ичкинский район упразднили, включив в состав Феодосийского в состав которого включили и село. Согласно Списку населённых пунктов Крымской АССР по Всесоюзной переписи 17 декабря 1926 года, в совхозе Джелаир, Ново-Царицынского сельсовета Карасубазарского района, числилось 39 дворов, все крестьянские, население составляло 66 человек, из них 55 русских, 6 украинцев, 1 болгарин, 1 татарин, 3 записаны в графе «прочие». Постановлением ВЦИК «О реорганизации сети районов Крымской АССР» от 30 октября 1930 года был создан Сейтлерский район (по другим сведениям 15 сентября 1931 года) и село передали в его состав. По данным всесоюзной переписи населения 1939 года в селе проживало 154 человека.
Во время Великой Отечественной войны, 6 января 1942 года, вблизи Джалаира был сбит бомбардировщик СБ. Экипаж в составе командира, сержанта Васильева Василия Павловича, штурмана, лейтенанта Костенко Никиты Ивановича, радиста, младшего лейтенанта Чахмачан Аршалуйса Аветиковича и стрелка, младшего сержанта Ерметая Нурмухамбетова погиб и был похоронен в братской могиле. В 1947 году на захоронении был установлен памятник. В 1975 году, в честь 30-летия победы, коллективом местного совхоза «Ударник» памятник был реконструирован. Постановлением Совета министров Республики Крым № 627 от 20 декабря 2016 года памятник отнесён к категории объектов культурно-исторического наследия России регионального значения.
После освобождения Крыма от фашистов, 12 августа 1944 года было принято постановление № ГОКО-6372с «О переселении колхозников в районы Крыма» и в сентябре 1944 года в район приехали первые новоселы (320 семей) из Тамбовской области, а в начале 1950-х годов последовала вторая волна переселенцев из различных областей Украины. С 25 июня 1946 года Джалаир в составе Крымской области РСФСР. Указом Президиума Верховного Совета РСФСР от 18 мая 1948 года, Джалаир переименовали в Ястребки. 26 апреля 1954 года Крымская область была передана из состава РСФСР в состав УССР. Время включения в Садовый сельсовет пока не установлено: на 15 июня 1960 года село уже числилось в его составе. В период с 1 января по 1 июня 1977 года Ястребки включены в состав Дрофинского сельсовета. По данным переписи 1989 года в селе проживало 405 человек. С 12 февраля 1991 года село в восстановленной Крымской АССР, 26 февраля 1992 года переименованной в Автономную Республику Крым. С 21 марта 2014 года — аннексирован Россией.